# Kunitz (Jena)

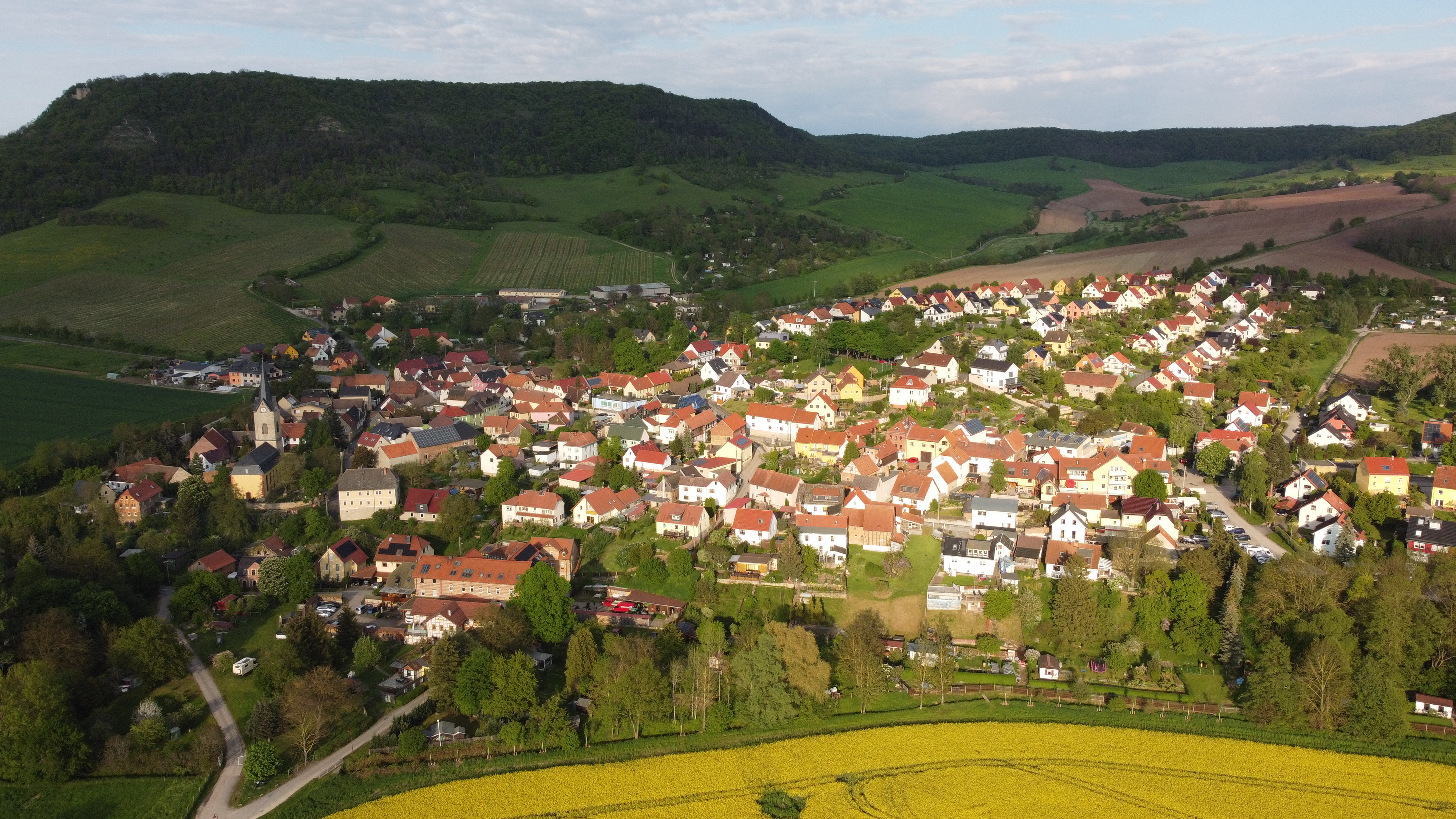
Luftaufnahme, Mai 2023

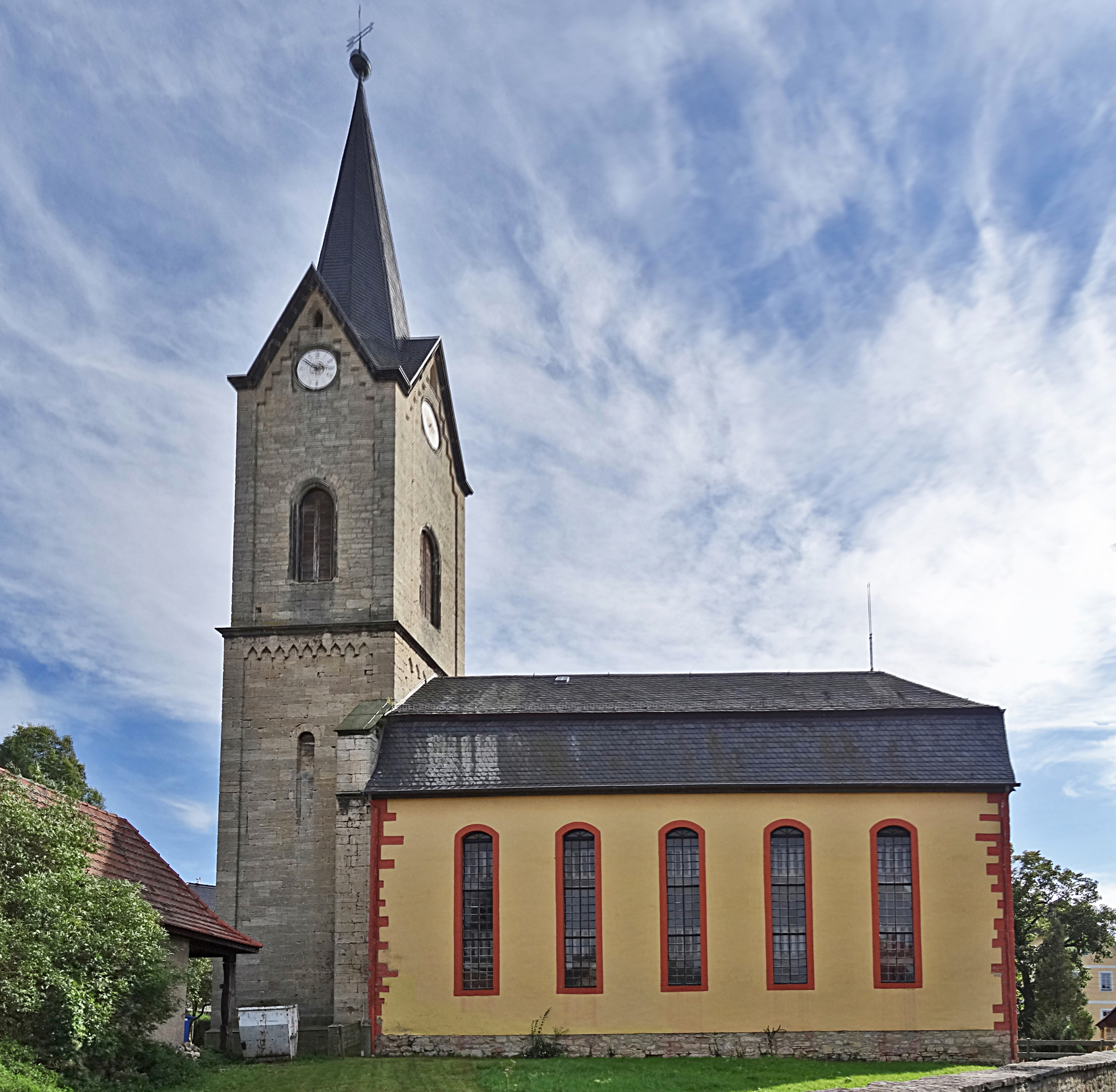
Kirche St. Martin, September 2021

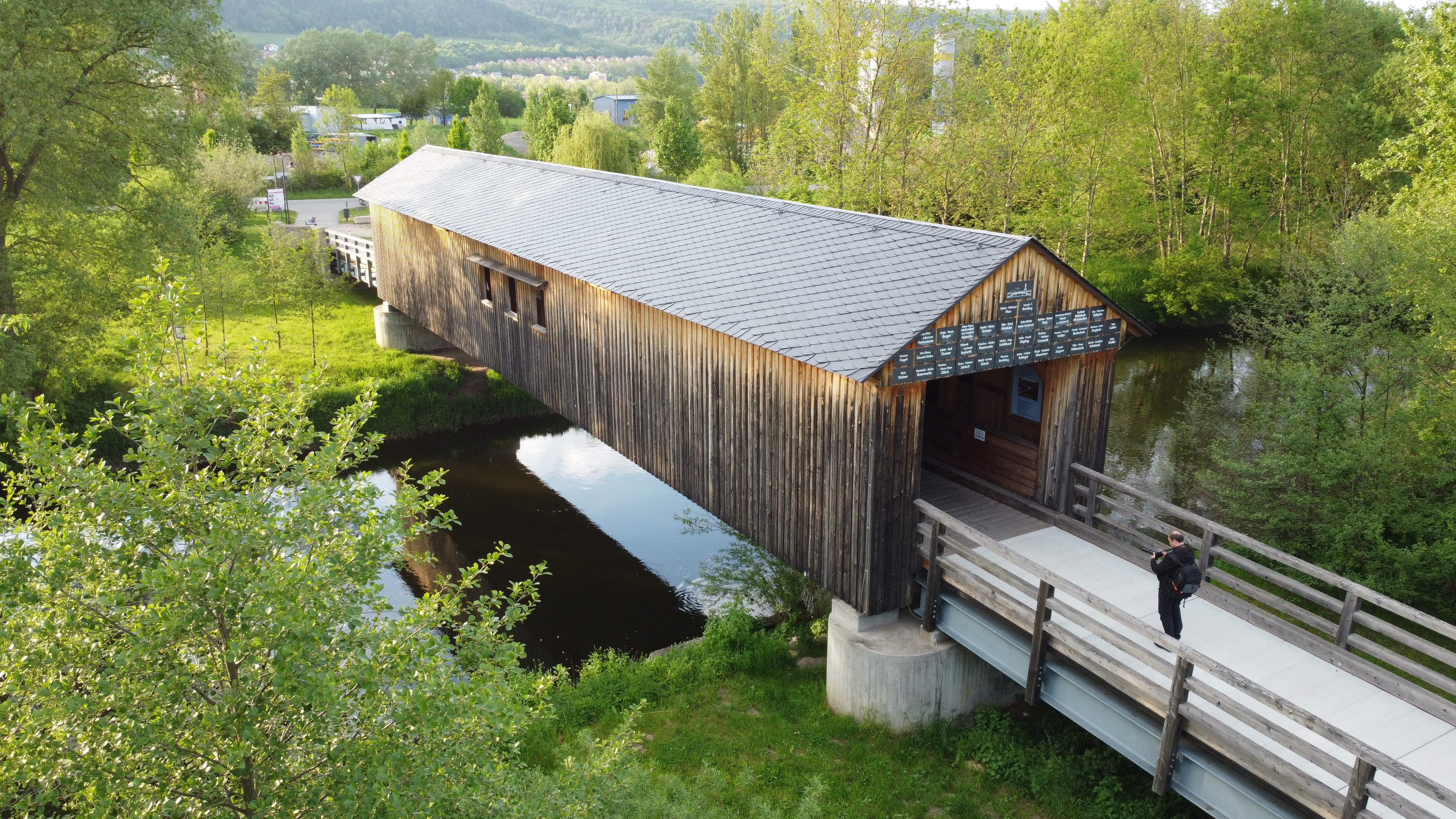
Kunitzer Hausbrücke über die Saale, Mai 2023

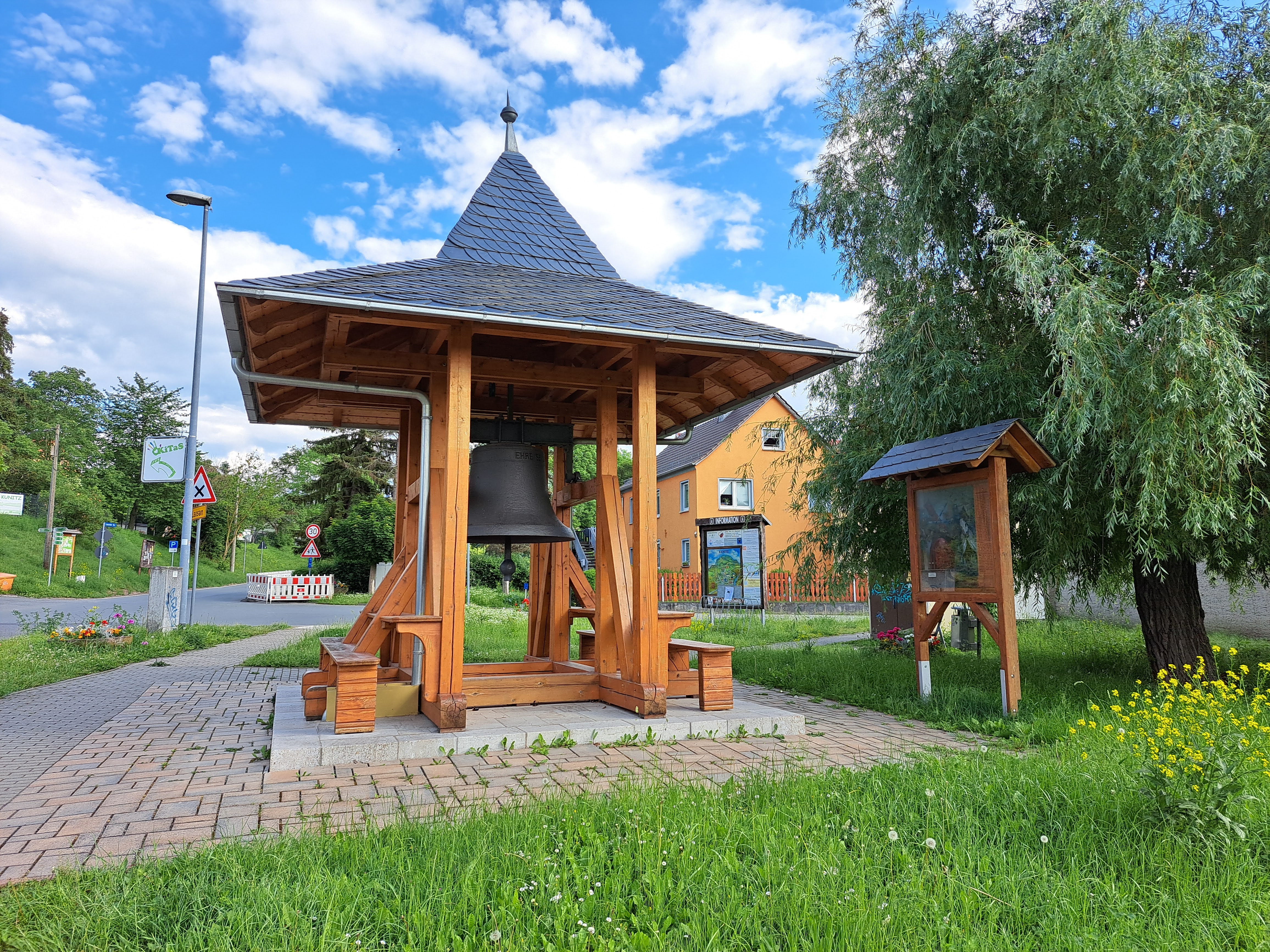
Kunitzer Glockenstuhl, Mai 2024

Kunitz ist ein Stadtteil der kreisfreien Stadt Jena in Thüringen.

## Geografie
Kunitz liegt in einem Seitental östlich der Saale, das vom sogenannten Hufeisen umgeben wird, einer bogenförmigen Bergkette, die auch Laasan, einen Teil der Ortschaft Kunitz, umgibt. Oberhalb des Ortes liegt auf dem Gleisberg die Ruine der Kunitzburg.

## Geschichte
Oberhalb des Dorfes Kunitz befinden sich auf der Westkuppe des Gleisberges die Reste der Burg Gleisberg, auch Kunitzburg genannt. Funde aus dem 12.–15. Jahrhundert beweisen, dass die Burg lange Zeit bewohnt war. Von der einstigen Anlage stehen nur noch wenige und auch gut sichtbare Reste. Im Sächsischen Bruderkrieg 1446–1451 wurde die Burg zerstört.
Kunitz wurde 1227 erstmals urkundlich als Condiz erwähnt; 1346 als Cundicz, 1455 als Cunicz. Cuonrad wird zu Con oder Cun und das Suffix -itz ergeben den Ortsnamen. Der Ort gehörte zu Herrschaft Gleißberg, die bis zum 15. Jahrhundert verschiedenen Herren gehörte. Bei der Leipziger Teilung 1485 kam die „Pflege Gleißberg“ mit den Dörfern Kunitz, Golmsdorf, Naura, Beutnitz, Löberschütz, Laasan und Gniebsdorf an die Albertiner und wurde dem Amt Dornburg angegliedert. Bei einer Revision dieses Vertrages am 25. Juni 1486 in Naumburg kam die Pflege Gleißberg an den Kurfürsten Ernst von Sachsen zurück. Nur Kunitz verblieb weiter beim damals albertinischen Amt Dornburg und bildete dadurch eine Enklave im Amt Jena, die mit dem Amt Dornburg aufgrund mehrerer Teilungen nach 1547 zu verschiedenen wettinischen Herzogtümern gehörte. Ab 1815 war der Ort Teil des Großherzogtums Sachsen-Weimar-Eisenach, das ihn 1850 dem Verwaltungsbezirk Weimar II (Verwaltungsbezirk Apolda) angliederte.
2002 feierte der Ortsteil sein 775-jähriges Jubiläum. Kunitz wurde am 1. Oktober 1922 nach Jena eingemeindet, am 1. Oktober 1924 durch Verordnung der Landesregierung aber wieder ausgemeindet. Eine erneute Eingemeindung erfolgte am 1. Juli 1994 gemeinsam mit den Gemeinden Lützeroda/Cospeda/Closewitz, Drackendorf/Ilmnitz, Krippendorf/Vierzehnheiligen, Laasan, Münchenroda/Remderoda, Isserstedt, Maua/Leutra und Jenaprießnitz/Wogau.

## Kirche
→ St. Martin (Kunitz)

## Verkehr
In Kunitz gibt es eine Bushaltestelle, die von der Buslinie 43 des Jenaer Nahverkehrs und der Überlandbuslinie 431 der JES Verkehrsgesellschaft angefahren wird.

## Hausbrücke
In Kunitz gab es von 1832 an die Kunitzer Hausbrücke, die aber 1945 gesprengt wurde. Nach dem Wiederaufbau erfolgte die feierliche Eröffnung am 9. November 2012.

## Vereine
- 1. Brücken- und Denkmalverein Kunitz
- Freundeskreis Kunitzburg e. V.
- Burschenverein Kunitz/Laasan
- Kultur- und Heimatverein Kunitz

## Kulinarisches
Kunitz ist überregional bekannt für den Kunitzer Eierkuchen.  Auf dem alljährlich im August stattfindenden Eierkuchenfest werden einige Hundert Exemplare nach alter Geheimrezeptur gebacken. Aufgrund der großen Nachfrage muss zeitweise mit bis zu einer Stunde Wartezeit gerechnet werden. Um die Wartezeit nicht in der Schlange, sondern auf dem Dorffest zu verbringen, werden Wartenummern ausgegeben und der fertige Eierkuchen durch Anzeige auf einer elektronischen Tafel angekündigt.

## Belletristik
Der Roman Das verlassene Dorf behandelt die Verhältnisse während des Dreißigjährigen Krieges anhand einer Familie aus Kunitz.